# Condensador de superfície

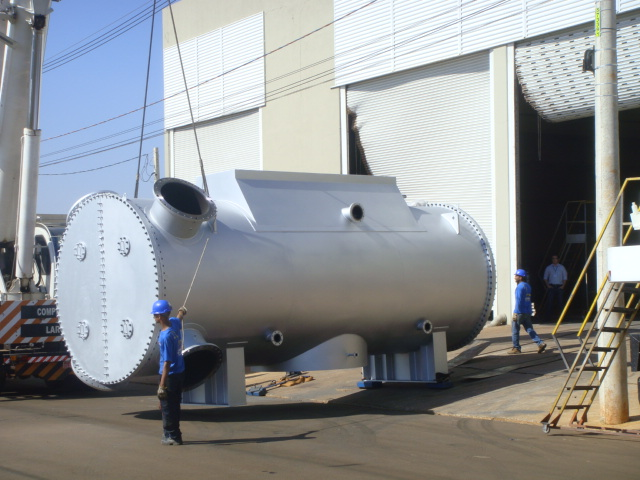
Condensador de Superfície para um sistema de condensação de turbina a vapor

Condensador de superfície é um termo comummente usado para trocadores de calor refrigerados a água instalados na exaustão de vapor de uma turbina a vapor em usinas termoelétricas. Estes condensadores são trocadores de calor os quais convertem vapor de seu estado gasoso ao líquido em uma pressão abaixo pressão atmosférica. Onde água refrigerante é pouco abundante, condensadores a ar são frequentemente usados. Um condensador a ar é entretanto significativamente mais custoso e não pode alcançar valores tão baixos numa pressão de vapor de escape da turbina como um condensador de superfície. 
Condensadores de superfície são também usados em outras aplicações e indústrias além da condensação de exaustão de turbinas a vapor em termoelétricas, por exemplo, em vapores produzidos por processos químicos altamente exotérmicos.

## Sistema de condensação de turbina a vapor
O sistema de condensador de turbina a vapor é composto por um condensador de superfície, um sistema de vácuo, bombas de condensado, instrumentação, válvulas de controle e tubulação de condução.
Este tipo de arranjo torna possível uma condensação á vácuo na descarga da turbina, isto é primordial para garantir um bom diferencial de temperatura entre o bocal da turbina de entrada de vapor e as temperaturas do bocal da turbina de descarga de vapor. Quanto maior é esta temperatura diferencial maior trabalho estará disponível na turbina, gerando assim mais energia.